# Daria Sergeyevna Kasatkina
Daria Sergeyevna Kasatkina (tiếng Nga: Дарья Сергеевна Касаткина; sinh ngày 7 tháng 5 năm 1997) là một vận động viên quần vợt chuyên nghiệp người Nga. Cô lần đầu vào top 10 ở bảng xếp hạng Hiệp hội quần vợt nữ (WTA) vào cuối mùa giải năm 2018. Cô giành được 2 danh hiệu WTA ở đơn và một ở đôi.
Sinh ra với bố mẹ là vận động viên được xếp hạng quốc gia ở điền kinh và khúc côn cầu trên băng, Kasatkina bắt đầu chơi quần vợt từ năm 6 tuổi khi anh trai cô mang quần vợt đến. Cô có sự nghiệp trẻ thành công, giành chức vô địch European 16s championship và một danh hiệu đơn Grand Slam trẻ tại Giải quần vợt Pháp Mở rộng 2014. Kasatkina tăng thứ hạng nhanh chóng trên bảng xếp hạng chuyên nghiệp, đứng vị trí số 32 trên thế giới khi mới 18 tuổi và giành được danh hiệu WTA đầu tiên khi còn là thiếu niên tại Charleston Open. Cô trở nên nổi tiếng vào năm 2018 sau khi giành vị trí á quân tại giải Premier Mandatory Indian Wells Masters. Kasatkina cũng giành được danh hiệu lớn nhất trong sự nghiệp của mình tại giải Kremlin Cup trên sân nhà ở Nga vào cuối mùa giải.

## Cuộc sống thời niên thiếu
Daria sinh ngày 7 tháng 5 năm 1997 ở Tolyatti, Samara Oblast có bố là Sergey Igorevich Kasatkin và mẹ là Tatyana Borisovna (nhũ danh Timkovskaya). Tolyatti là một thành phố công nghiệp nằm cách thủ đô Moskva 1.000 kilômét (620 mi) về phía đông nam. Bố cô làm kỹ sư tại Nhà máy ô tô Volga, còn mẹ cô là một luật sư. Cả bố mẹ cô đều là vận động viên xếp hạng ở Nga (còn được biết đến là Candidates for Master of Sports); mẹ cô là vận động viên điền kinh, và bố cô là vận động viên khúc côn cầu trên băng. Kasatkina cũng có một người anh trai tên là Alexandr. Anh trai cô đã chơi quần vợt một cách tình cờ, và thuyết phục bố mẹ cô cho cô cũng bắt đầu chơi môn thể thao này khi cô sáu tuổi. Cô lúc đầu chơi hai đến ba lần một tuần trong hai năm. Trong thời gian, cô bắt đầu cạnh tranh trong các giải đấu cấp cao hơn.

## Sự nghiệp trẻ

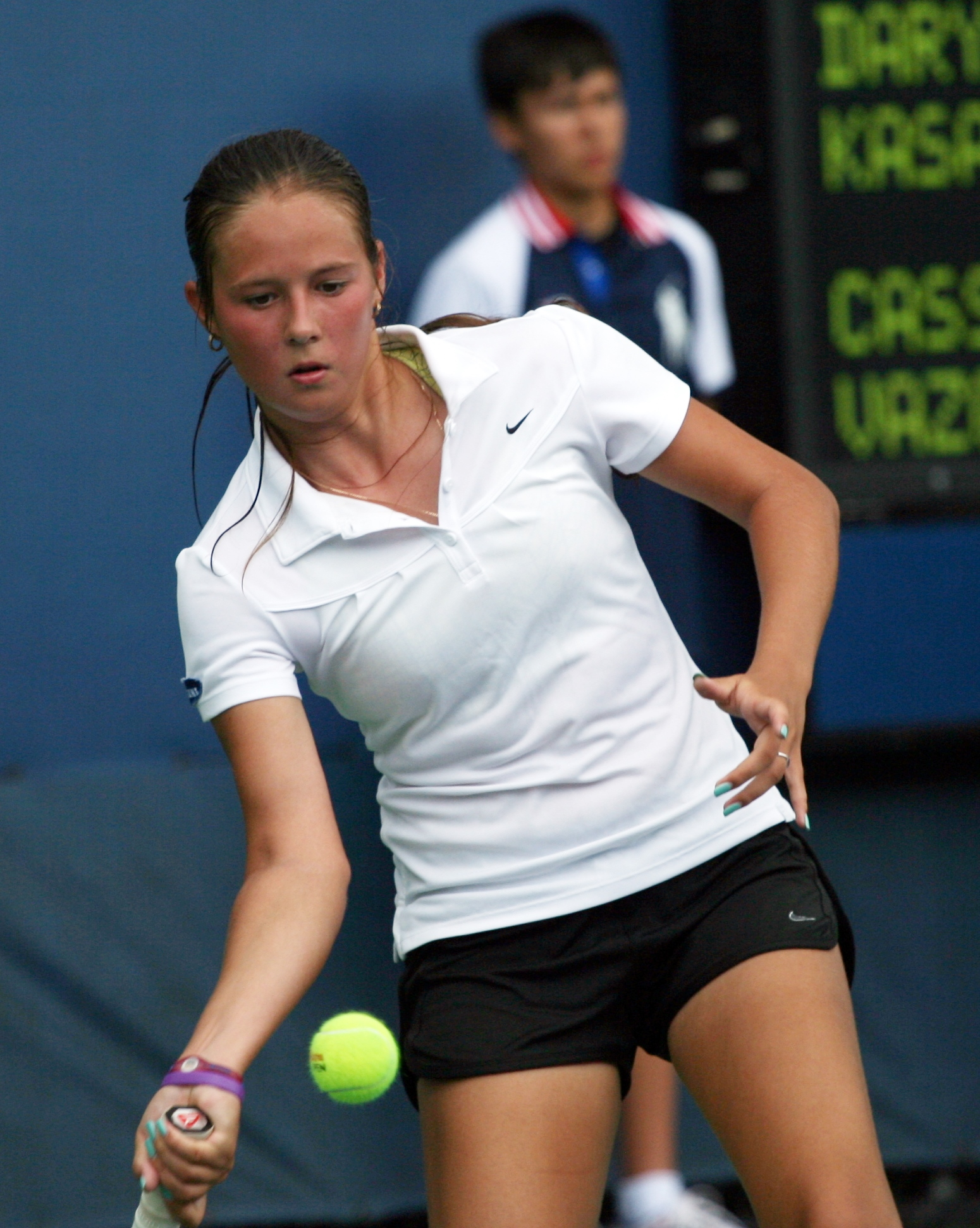
Kasatkina tại Giải quần vợt Mỹ Mở rộng 2013

Trong sự nghiệp trẻ, Kasatkina có vị trí cao nhất là số 3 trên thế giới. Cô bắt đầu tại ITF Junior Circuit sau khi tròn 14 tuổi và giành được danh hiệu đầu tiên tại sự kiện thwus hai trong sự nghiệp, tại giải cấp độ thấp Hạng 4 Samara Cup. Vào đầu năm 2012 khi mới 14 tuổi, Kasatkina giành hai danh hiệu cấp độ cao Hạng 2 ở Moldova và Pháp, trước đây là sự kiên Hạng 2 đầu tiên mà cô tham dự. Cuối năm, cô giúp Nga vào trận chung kết của giải Fed Cup Trẻ cùng với Elizaveta Kulichkova và Alina Silich, nơi họ kết thúc với vị trí á quân trước Hoa Kỳ.
Kasatkina bắt đầu xuất sắc tại các giải trẻ cấp độ cao nhất vào năm 2013. Cô lần đầu vào trận chung kết giải Hạng 1 ở nội dung đôi vào tháng 1, sau đó cô tiếp tục lần đầu vào trận chung kết giải Hạng 1 ở nội dung đơn vào tháng 4. Sau khi thất bại trong một trận đấu tại 2 sự kiện Hạng A duy nhất của cô trong năm trước, Kasatkina kết thúc với vị trí á quân trước Belinda Bencic tại Trofeo Bonfiglio vào tháng 5. Cô sau đó thắng trận Grand Slam trẻ đầu tiên của mình vào tháng sau, vào vòng tứ kết tại Giải quần vợt Pháp Mở rộng. Sau giải đấu này, cô đã không tham dự giải đấu nào cho đến cuối tháng 8, khi cô giành danh hiệu Hạng 1 đầu tiên tại giải International Hard Court Championship ở Hoa Kỳ. Giải đấu cuối cùng trong năm của Kasatkina là Fed Cup Trẻ, nơi cô thi đấu thi đấu các trận đấu đơn số 1. Với Veronika Kudermetova và Aleksandra Pospelova, Nga đã vô địch giải đấu, đánh bại Úc trong trận chung kết.
Kasatkina đã có năm thành công ở trẻ vào năm 2014, mặc dù chỉ tham dự giải đấu. Cô vào trận chung kết cả hai nội dung đơn và đôi tại giải Hạng 1 Trofeo Mauro Sabatini, và giành danh hiệu ở đơn. Tại giải đấu ITF cuối cùng của cô, Kasatkina lần đầu tiên và duy nhất giành danh hiệu Grand Slam trẻ ở nội dung đơn nữ trẻ tại Giải quần vợt Pháp Mở rộng. Là hạt giống số 8 của giải đấu, cô đánh bại hạt giống số 1 Ivana Jorović trong trận chung kết, mặc dù thua ở set đầu. Cô đã trở thành tay vợt nữ trẻ người Nga đầu tiên giành được danh hiệu sau Nadia Petrova vào năm 1998 và giúp Nga vô địch cả hai nội dung đơn trẻ, với nhà vô địch European 16s Andrey Rublev giành danh hiệu ở nội dung đơn nam trẻ. Vào tháng 8, Kasatkina cũng tham dự Thế vận hội Trẻ Mùa hè ở Nam Kinh. Cô giành huy chương bạc ở nội dung đôi cùng với tay vợt đồng hương Anastasiya Komardina. Họ đã kết thúc với vị trí á quân trước tay vợt người Ukraina Anhelina Kalinina và tay vợt người Belarus Iryna Shymanovich.

## Sự nghiệp chuyên nghiệp

### 2013–15: Lần đầu Grand Slam, danh hiệu đôi WTA
Kasatkina bắt đầu sự nghiệp chuyên nghiệp của mình tại giải Kremlin Cup 2013 khi được đặc cách vào vòng loại, nơi cô hua trong trận đấu đầu tiên. Cô lần đầu thi đấu vòng đấu chính giải chuyên nghiệp tại ITF circuit vào tháng 11, và sau đó giành danh hiệu đầu tiên trong sự nghiệp tại giải cấp độ thấp $10K ở Sharm El Sheikh, Ai Cập một vài tháng sau. Cô cũng giành được một danh hiệu $25K ở Telavi, Gruzia vào tháng 9. Kasatkina tiếp tục được đặc cách tại giải Kremlin Cup 2014, lần này vào vòng đấu chính. Cô thua trận đấu WTA Tour đầu tiên trước Alison Riske.
Kasatkina bắt đầu năm 2015 với vị trí số 354, nhưng leo lên vị trí số 161 vào cuối tháng 6 với 4 danh hiệu ITF $25K. Cô sau đó thắng trận WTA Tour đầu tiên vào tháng 7 trước Aleksandra Krunić tại giải Gastein Ladies vào vòng tứ kết. Với việc cải thiện thứ hạng của mình, Kasatkina lần đầu tiên tham dự vòng loại giải Grand Slam tại Giải quần vợt Mỹ Mở rộng. Mặc dù cô thua ở trận đấu cuối, cô vẫn vào vòng đấu chính vì thua cuộc may mắn vào vòng 3, đánh vợt đồng hương và đứng thứ 38 trên thế giới Daria Gavrilova cũng như tay vợt số 79 Ana Konjuh. Trước khi kết thúc năm, Kasatkina giành được danh hiệu lớn nhất trong sự nghiệp của mình ở cả hai nội dung đơn và đôi. Vào tháng 9, cô giành danh hiệu đơn ITF $50K L'Open Emeraude Solaire de Saint-Malo. Vào tháng 10, cô giành danh hiệu đôi tại giải Kremlin Cup với Elena Vesnina, qua đó có danh hiệu WTA đầu tiên. Cô cũng vào vòng bán kết ở nội dung đơn, thành tích đơn tốt nhất của cô trên WTA Tour tại thời điểm đó. Trong giải đấu, cô đánh bại tay vợt số 14 thế giới Carla Suárez Navarro ở vòng tứ kết, qua đó trở thành trận thắng lớn nhất trong sự nghiệp của cô. Cô kết thúc năm với vị trí số 72.

### 2016: Thắng tay vợt top 10 đầu tiên, top 25

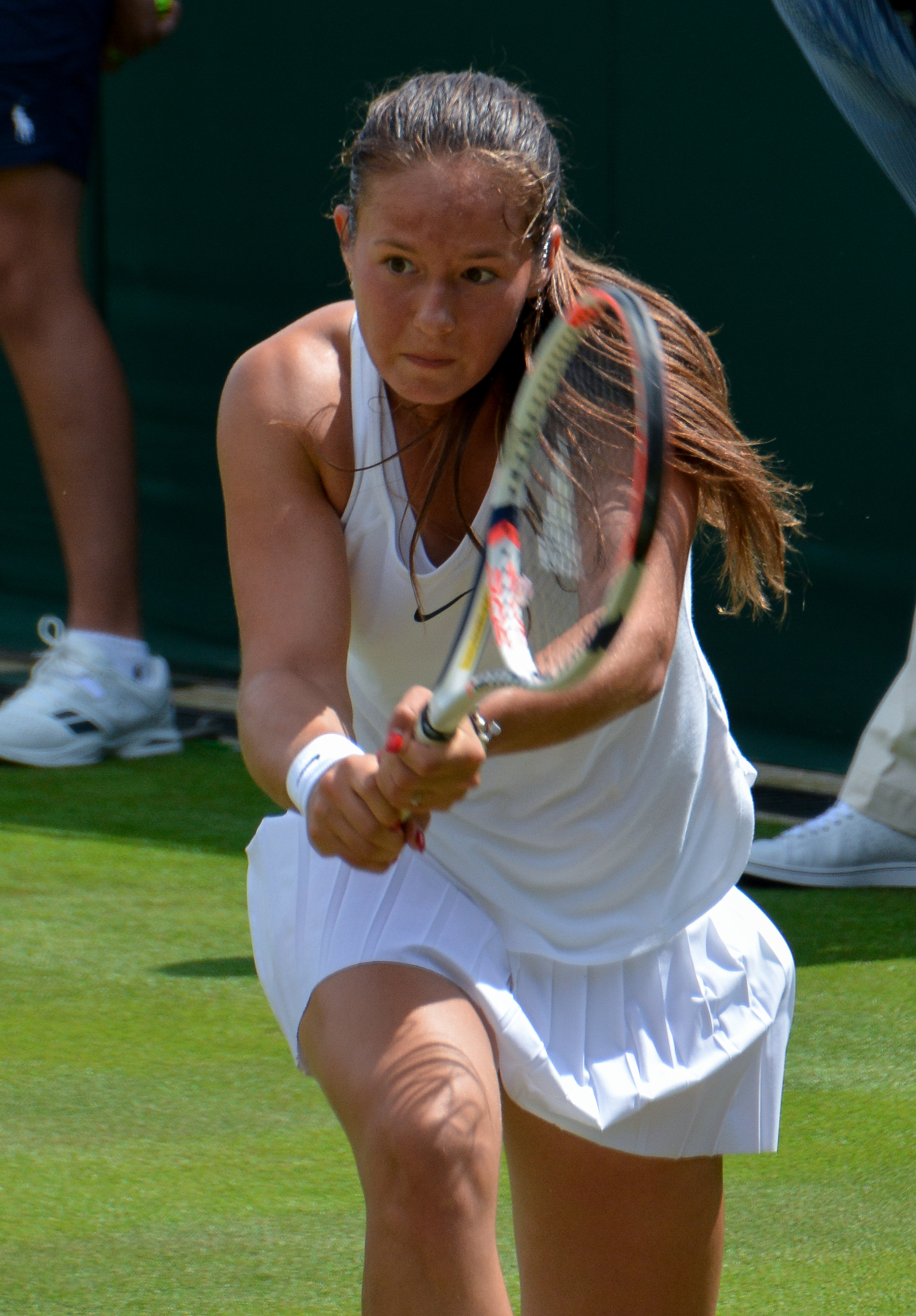
Kasatkina tại Giải quần vợt Wimbledon 2016

Trong mùa giải 2016, Kasatkina tăng thứ hạng trên bảng xếp hạng WTA, đứng vị trí số 32 trên thế giới khi mới 18 tuổi và đứng vị trí số 24 sau đó trong năm. Cô bắt đầu mùa giải mới tại giải Auckland Open, nơi cô thắng tay vợt trong top 10 đầu tiên trước tay vợt số 7 thế giới Venus Williams. Kasatkina sau đó ra mắt tại Giải quần vợt Úc Mở rộng vào vòng 3. Cô đánh bại tay vợt số 27 Anna Karolína Schmiedlová ở vòng 1 trước khi thua trước tay vợt số 1 thế giới Serena Williams. Tại giải đấu tiếp theo, cô trở lại Nga để tham dự giải St. Petersburg Ladies' Trophy vào vòng bán kết, thua trước Belinda Bencic. Tại giải Indian Wells Masters, Kasatkina lần đầu vào vòng tứ kết tại giải Premier Mandatory. Cô cũng có một kết quả tốt ở đôi, vào bán kết tại giải Qatar Total Open với Elena Vesnina. Họ đánh bại Martina Hingis và Sania Mirza để kết thúc chuỗi 41 trận thắng, chuỗiđài nhất trên WTA Tour sau năm 1990.
Trong giữa mùa giải, Kasatkina tiếp tục vào vòng 3 tại hai giải Grand Slam, Giải quần vợt Pháp Mở rộng và giải Wimbledon. Tại 2 giải đấu đó, cô thua với tỷ số 10–8 ở set 3, đầu tiên trước Kiki Bertens và số đó trước tay vợt số 8 Venus Williams. Cô đã có 2 cơ hội để serve out trận đấu trước Bertens. Kasatkina tiếp tục thành công tại giải đấu lớn ở giải Premier 5 Giải quần vợt Canada Mở rộng, nơi cô vào vòng tứ kết. Cô đánh bại tay vợt số 8 thế giới Roberta Vinci ở vòng 3 và thắng tay vợt trong top 10 thứ hai. Giải đấu tiếp theo cô tham dự là Thế vận hội Mùa hè Rio. Cô vượt qua vòng loại ở nội dung đơn với thwus hạng của mình, và cũng tham dự nội dung đôi với Svetlana Kuznetsova sau khi Margarita Gasparyan rút lui vì bị chấn thương. Kasatkina vào vòng tứ kết cả hai nội dung, chỉ thua ở các vòng huy chương. Cô thua trước tay vợt người Mỹ Madison Keys ở nội dung đơn và đôi Cộng hòa Séc Andrea Hlaváčková và Lucie Hradecká ở nội dung đôi. Tại Giải quần vợt Mỹ Mở rộng, chuỗi 4 lần vào vòng 3 của cô tại giải Grand Slam kết thúc sau khi thua trước Wang Qiang.
Kết quả tốt nhất ở đơn cuối cùng trong mùa giải của Kasatkina là tại giải Premier 5 Wuhan Open, nơi cô vào vòng 3. Cô cần phải đủ điều kiện để vào vòng đấu chính sau khi quên đăng ký giải đấu. Lần thứ hai liên tiếp, Kasatkina vào trận chung kết ở nội dung đôi tại giải Kremlin Cup, lần này với Daria Gavrilova. Đôi kết thúc với vị trí á quân trước Hlaváčková và Hradecká. Kasatkina kết thúc với mùa giải ở vị trí số 27 trên thế giới.

### 2017: Danh hiệu đơn WTA đầu tiên, Á quân giải Kremlin Cup

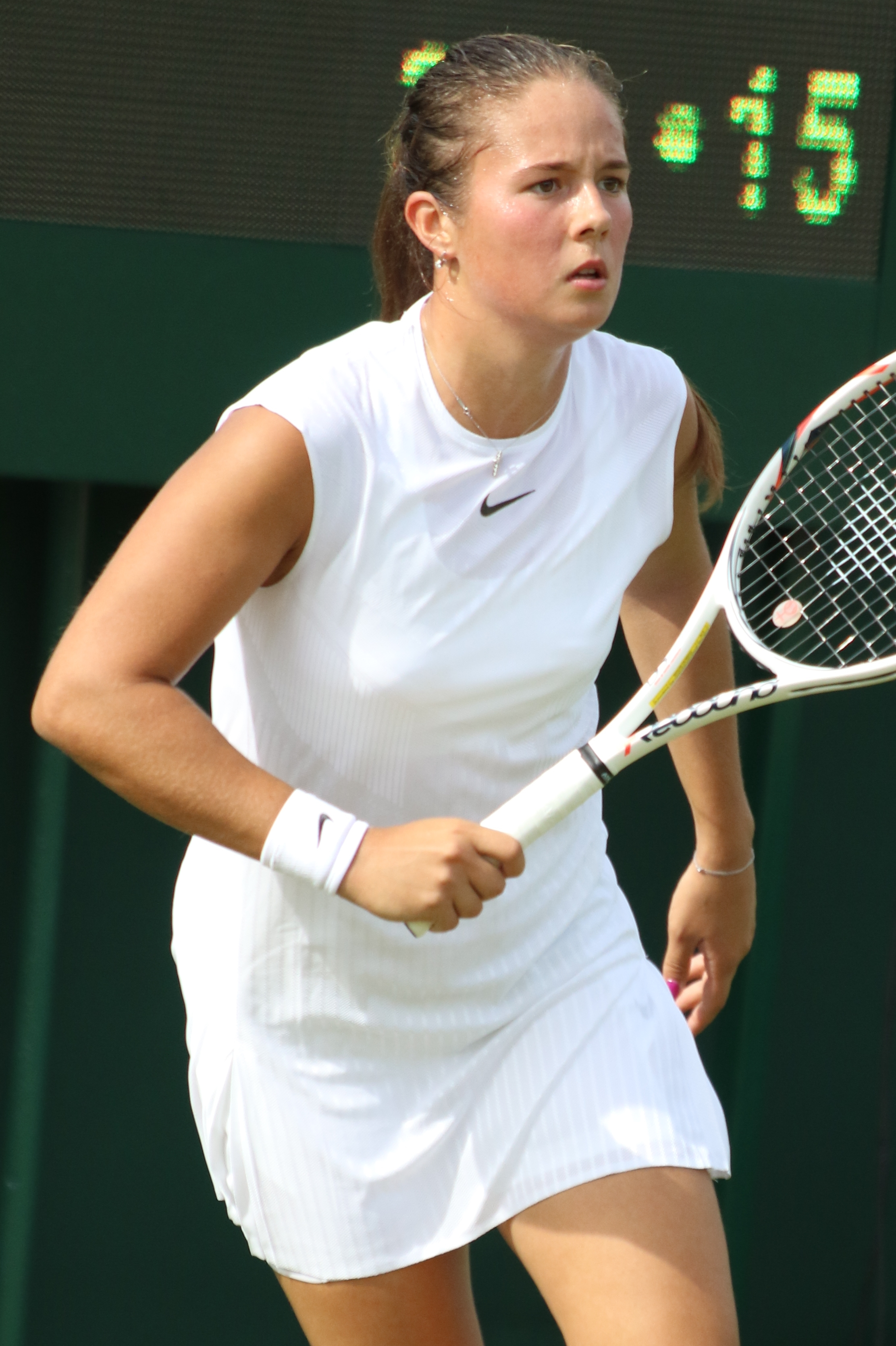
Kasatkina tại Giải quần vợt Wimbledon 2017

Kasatkina duy trì thứ hạng ổn định trong năm 2017, giảm không thấp hơn vị trí số 42 trên thế giới và một lần nữa đạt thứ hạng cao nhất là vị trí số 24 như năm 2016. Tuy nhiên, cô đã có một khởi đầu chậm trong mùa giải, không thắng một trận đấu đơn tại Giải quần vợt Úc Mở rộng hợac 2 giải Premier Mandatory ở Hoa Kỳ, ba giải đấu lớn cho đến tháng 3. Kết quả tốt nhất của cô là 2 lần vào vòng tứ kết tại 2 giải Premier, giải Sydney International và giải Qatar Open. Ở Sydney, cô cũng đánh bại Angelique Kerber, qua đó lần đầu tiên đánh bại tay vợt số 1 thế giới tại thời điểm đó.
Sau khi thi đấu không tốt trên sân cứng, Kasatkina đã có một mùa giải sân đất nện tốt hơn về sức mạnh của các giải đấu đầu tiên và cuối cùng của cô trên mặt sân. Tại giải Charleston Open, cô giành danh hiệu đơn WTA đầu tiên trước khi tròn 20 tuổi. Cô đánh bại Jeļena Ostapenko trong trận chung kết sau 2 set đấu. Kasatkina kết thúc mùa giải sân đất nện với kết quả vào vòng 3 tại Giải quần vợt Pháp Mở rộng, nơi cô thua trước tay vợt số 4 thế giới Simona Halep. Giải đấu duy nhất trên sân cỏ của cô là giải Wimbledon, nơi cô vào vòng 2.
Đến cuối năm, Kasatkina bắt đầu có nhiều thành công trên sân cứng. Tại Giải quần vợt Mỹ Mở rộng, cô lần đầu tiên vào vòng 4 một giải Grand Slam. Mặc dù cô đánh bại Ostapenko, nhà vô địch Giải quần vợt Pháp Mở rộng, cô bị đánh bại bởi tay vợt vượt qua vòng loại Kaia Kanepi. Tuy nhiên, cô đã xây dựng kết quả này ở châu Á, đầu tiên vào chung kết đôi WTA với Gavrilova tại Pan Pacific Open. Ở nội dung đơn tại Wuhan Open, cô đánh bại tay vợt số 2 thế giới Halep. Cô cũng lần thứ hai trong sự nghiệp vào vòng tứ kết giải Premier Mandatory tại Giải quần vợt Trung Quốc Mở rộng, lần này thua trước Halep. Kasatkina kết thúc năm với kết quả đơn tốt thứ 2 trong mùa giải, giành vị trí á quân tại giải Premier trên sân nhà, giải Kremlin Cup. Cô đánh hạt giống số 5 và tay vợt số 18 thế giới Anastasia Pavlyuchenkova ở vòng 1, nhưng bị đánh bại bởi hạt giống số 7 Julia Görges trong trận chung kết.

### 2018: Chung kết Indian Wells, danh hiệu Kremlin Cup, tay vợt số 1 Nga, top 10

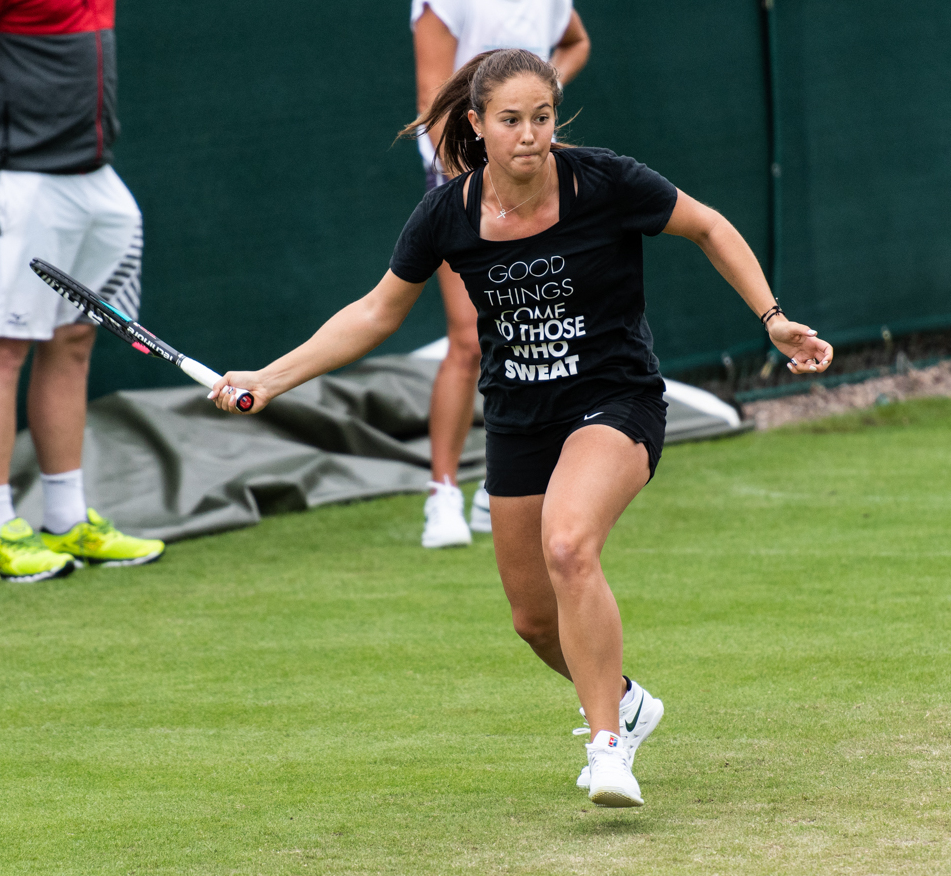
Kasatkina tại Birmingham Classic 2018

Kasatkina tiếp tục thành công cuối mùa giải năm trước của mình vào năm 2018. Sau khi chỉ thắng một trận trong 3 giải đấu ở Úc, cô vào vòng bán kết tại giải St. Petersburg Ladies Trophy và chung kết tại giải Dubai Tennis Championships, hai giải Premier. Ở St. Petersburg, cô đánh bại tay vợt số 1 thế giới Caroline Wozniacki. Ở Dubai, cô đã cứu match points để đanh bại tay vợt top 5 khác là tay vợt số 3 thế giới Garbiñe Muguruza, trước khi thua trước đương kim vô địch và tay vợt số 4 thế giới Elina Svitolina. Bức đột phá của Kasatkina đến tại Indian Wells Masters, nơi cô vào trận chung kết thứ 2 trong mùa giải. Cô đánh bại 4 tay vợt top 15 tại giải đấu bao gồm Wozniacki và tay vợt số 8 Venus Williams sau 3 set đấu. Cô kết thúc giải đấu với vị trí á quân trước Naomi Osaka. Với kết quả này, cô leo lên vị trí số 11 trên bảng xếp hạng WTA và cũng trở thành tay vợt số 1 Nga, kết thúc vị trí số 1 của Svetlana Kuznetsova trong thời gian dài.
Kasatkina cũng có mùa giải sân đất nện và sân cỏ thành công. Cô vào vòng tứ kết tại giải Charleston Open và vòng 3 tại giải Premier 5 Internazionali BNL d'Italia. Cô cũng có kết quả tốt khác tại giải Premier Mandatory, vào vòng tứ kết tại giải Madrid Masters. Trong giải đấu, cô đánh bại tay vợt chủ nhà và tay vợt số 3 thế giới Garbiñe Muguruza. Giải đấu sân đất nện tốt nhất của cô là Giải quần vợt Pháp Mở rộng, nơi cô lần đầu tiên vào vòng tứ kết giải Grand Slam. Cô đánh bại tay vợt số 2 Wozniacki lần thwus 3 trong năm 2018 trong một trận đấu bị hoãn giữa chừng do bóng tối, trước khi thua trước Sloane Stephens. Kasatkina tiếp tục vào vòng tứ kết giải Grand Slam tại giải Wimbledon, thua trước nhà vô địch sau đó avaf tay vợt số 11 thế giới Angelique Kerber.
—Kasatkina trên danh hiệu Kremlin Cup.
Kasatkina không thể tiếp tục thành công của mình tại giải Grand Slam ở Giải quần vwojt Mỹ Mở rộng, thua ở vòng 2. Vào tháng 10, cô trở lại Nga và vô địch Kremlin Cup và đây là danh hiệu duy nhất của cô trong mùa giải. Cô đánh bại tay vợt vượt qua vòng loại người Tunisia Ons Jabeur trong trận chung kết. Với danh hiệu này, cô cũng lần đầu tiên vào top 10. Kasatkina ban đầu có tên trong tay vợt thay thế số 2 cho giải WTA Finals. Với chỉ một tay vợt rút lui, cô tham dự giải WTA Elite Trophy, nơi cô nằm cùng bảng với Madison Keys và Wang Qiang. Cô bắt đầu vòng bảng với chiến thắng trước Wang, nhưng thua trước Keys 
trong một trận đấu mà cô phải thi đấu trong một khoảng thời gian nghỉ ngơi ngắn trong khi Keys thi đấu trận đầu tiên của mình. Với kết quả này, cô hoàn thành bảng đấu với vị trí cuối cùng thông qua các tiêu chí tiebreak. Kasatkina kết thúc năm với vị trí số 10 trên thế giới.

### 2019: Khởi đầu chậm, ra ngoài top 20
Kasatkina bắt đầu mùa giải mới tại giải Brisbane International, cô thua ở vòng 1 trước tay vợt đặc cách người Úc Kimberly Birrell. Cô tiếp tục thua ở vòng 1 trước Aliaksandra Sasnovich tại giải Sydney International và Timea Bacsinszky tại Giải quần vợt Úc Mở rộng. Với kết quả đó, cô ra ngoài Top 10 trên bảng xếp hạng. Cô thua ở vòng tứ kết tại giải St. Petersburg Ladies' Trophy trước Vera Zvonareva, nhưng thành tích thắng-bại của cô là 0-4 vì đối thủ ở vòng 2 là Maria Sharapova rút lui vì bị chấn thương vai nên Kasatkina được vào vòng tứ kết.
Cô giành chiến thắng đầu tiên trong mùa giải tại Fed Cup trước Karen Barritza sau 2 set đấu, vào vòng 2 tại giải Dubai Tennis Championships, nơi cô thua trước Sofia Kenin. Sau khi thua, Kasatkina thông báo chia tay với huấn luyện viên dài hạn Philippe Dehaes một chuỗi các kết quả không tốt.
Tại giải BNP Paribas Open, Kasatkina bị đánh bại 2-6, 2-6 bởi Markéta Vondroušová trong trận đấu đầu tien của cô và ra ngoài Top 20.

## Giải đấu đại diện quốc gia
Sau khi giành được Fed Cup Trẻ vào năm 2013, Kasatkina lần đầu tham dự Fed Cup chuyên nghiệp cho Nga vào năm 2016 ở vòng tứ kết Nhóm Thế giới trước Hà Lan. Cô thắng trận đấu đôi với Ekaterina Makarova trước Cindy Burger và Arantxa Rus khi Nga thua trận. Cô cũng tham dự ở vòng Play-off Nhóm Thế giới trước Belarus hai tháng sau đó và thi đấu 3 trận, vì Makarova và Svetlana Kuznetsova đều không chọn thi đấu. Kasatkina thắng trận đấu đầu tiên trước Aliaksandra Sasnovich, nhưng Nga thu cả ba trận đấu đơn khác. Cùng với Elena Vesnina, cô cũng thắng trận đấu đôi. Tuy nheien, Nga bị loại khỏi Nhóm thế giới.
Năm 2017, Nga thi đấu ở Nhóm Thế giới II và thắng để vào vòng Play-off Nhóm thế giới. Sau khi Kasatkina không thi đấu ở Nhóm Thế giới II, cô đã trở lại ở vòng Play-off. Tuy nhiên, lần thwus 2 liên tiếp, Nga thua ở vòng này trước Bỉ và phải thi đấu ở Nhóm Thế giới II. Kasatkina thắng trận đấu đơn duy nhất của cô. Cùng với Vesnina, Kasatkina thua trận đấu đôi trước Elise Mertens và An-Sophie Mestach. Kasatkina không tham dự Fed Cup năm 2018 và Nga xuống nhóm I Khu vực châu Âu/châu Phi.
Kasatkina thi đấu cho Nga vào năm 2019, thắng Karen Barritza sau 2 set đấu trong trận đấu đơn duy nhất của cô. Nga cuối cùng cũng giành được 1 vị trí ở vòng Play-off Nhóm Thế giới II.

## Lối đánh

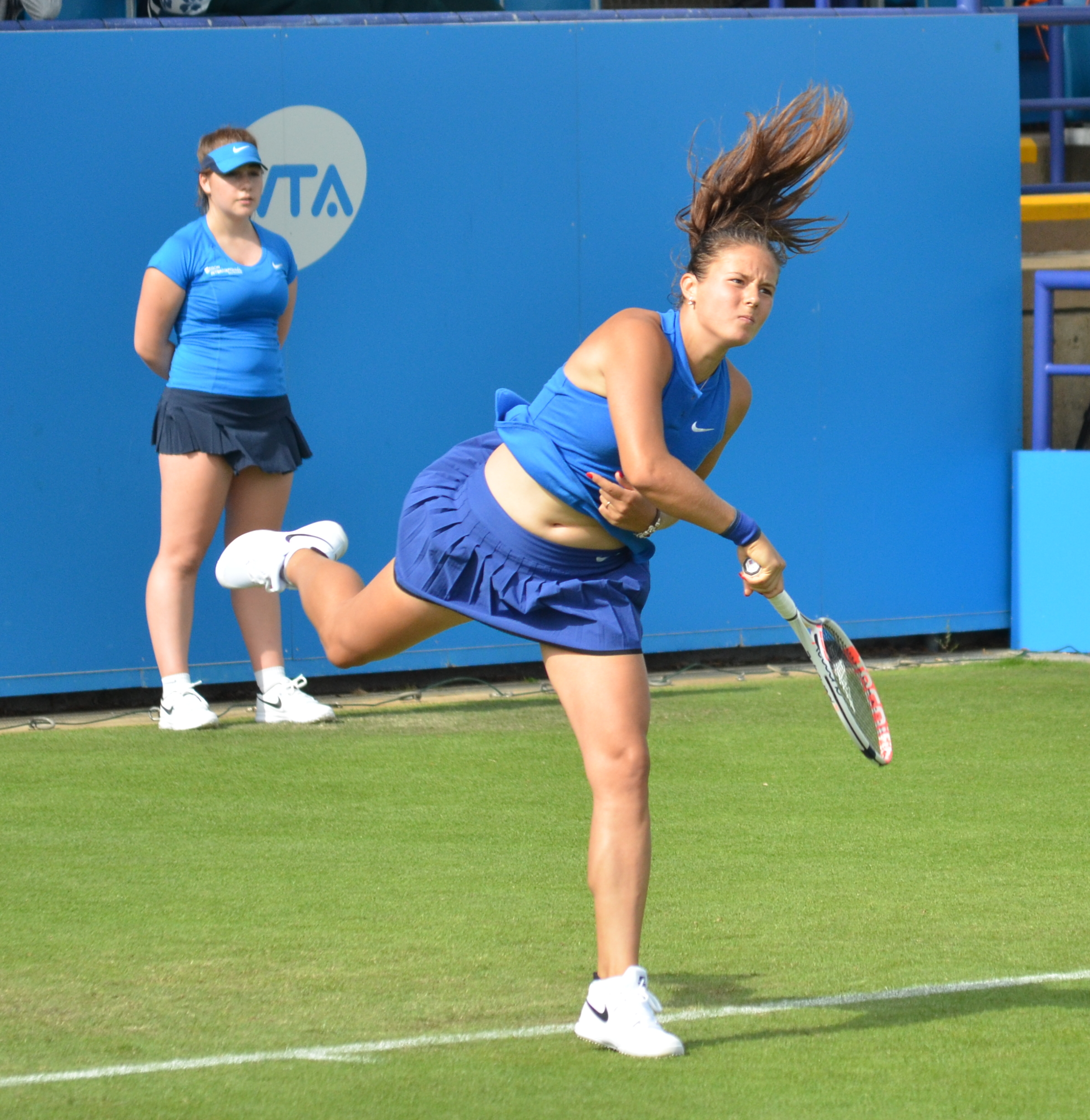
Cú giao bóng của Kasatkina

Kasatkina là một tay vợt baseline với lối chơi khó lường. Cô sử dụng nhiều cú đánh bao gồm cú topspin forehands, cú đánh sau backhands bằng một tay, cú giao bóng, và những cú drop shots. Nhà báo quần vợt Steve Tignor đã so sánh khả năng của cô để đánh những cú đánh bằng một tay một cách tự nhiên mặc dù thường sử dụng một cú đánh bằng hai tay của cựu tay vợt số 1 thế giới Andy Murray. Huấn luyện viên của cô Phillip Dehaes mô tả lối đánh của cô là "thay đổi nhịp điệu, thay đổi tốc độ, thay đổi quỹ đạo." Cô dựa vào việc đánh bại các đối thủ của mình thông qua các chiến thuật hơn là tung ra những cú đánh áp đảo. Tuy nhiên, cô cũng có khả năng tấn công mạnh mẽ. Dehaes nhấn mạnh rằng chìa khóa của cô ấy là tránh đánh bóng trong vùng tấn công của đối thủ. Lối đánh của Kasatkina đã được những người khác ca ngợi bao gồm cả huấn luyện viên quần vợt nữ Wim Fissette, người đã gọi cô là "Roger Federer của quần vợt nữ."
Mặt sân sở trường của Kasatkina là sân đất nện. Tay vợt nữ hàng đầu Caroline Wozniacki đã ca ngợi khả năng thi đấu trên sân đất nện của cô, nói, "Mặt sân càng chậm thì càng tốt cho cô ấy. Cô ấy có đôi tay rất tốt và góc độ tốt và mọi thứ." Do đó, cô cũng xuất sắc tại các giải đấu với sân cứng chậm hơn, ví dụ như giải Indian Wells Masters. Kasatkina đã có thành tích tốt trên cả ba mặt sân chính tại WTA Tour, giành được một danh hiệu trên sân đất nện giải Charleston Open, giành được một danh hiệu trên sân cứng tại giải Kremlin Cup, vào vòng tứ kết trên sân cỏ tại giải Wimbledon.

## Huấn luyện viên
Khi Kasatkina 7 tuổi, Maxim Prasolov bắt đầu huấn luyện cô. Năm 14 tuổi, cô chuyển huấn luyện viên sang Damir Rishatovich Nurgaliev. Bắt đầu từ năm 2015, cô chuyển đến Trnava ở Slovakia để đào tạo tại Empire Tennis Academy, với lý do sở thích của cô là đào tạo từ một thành phố lớn, một điều ít khả thi ở Nga. Tại học viện, cô làm việc với cựu vận động viên quần vợt chuyên nghiệp người Slovakia Vladimír Pláteník.
Sau 3 năm, cô thuê Philippe Dehaes làm huấn luyện viên mới của mình vào cuối năm 2017. Kasatkina trước đây đã tìm kiếm huấn luyện viên của Dehaes vào cuối năm 2013 khi cô đến Bỉ để tìm kiếm nguồn tài trợ từ một nền tảng cung cấp hỗ trợ tài chính cho một trong những tay vợt trẻ của Dehaes. Dehaes đã tuyên bố anh có phong cách huấn luyện khác với Pláteník, nói, "Cô ấy đã làm việc trước đây với một huấn luyện viên thực sự tập trung vào đối thủ và thích nghi trò chơi với đối thủ. Tôi không xem đối thủ." Anh nói thêm, "Tôi khăng khăng để cô ấy tự do khi cô ấy chơi, nhưng cô ấy phải sáng tạo, phải làm mọi thứ xảy ra, thực sự giống như một nghệ sĩ. Tôi đã so sánh nó với một bức tranh trống vài ngày trước, và tôi nói cô ấy có thể làm bất cứ tác phẩm nghệ thuật nào trên bức tranh mà cô ấy muốn miễn là nó đẹp." Anh trai của Kastakina Alexandr là huấn luyện viên thể dục của cô.

## Cuộc sống cá nhân
Thần tượng quần vợt của Kasatkina là Rafael Nadal. Ở nữ, cô là fan hâm mộ của Petra Kvitová. Cô thích xem quần vợt nam hơn quần vợt nữ, nói rằng các tay vợt tốt hơn trong giao bóng và di chuyển xung quanh sân. Kasatkina thích chơi thể thao nói chung, bao gồm cả bóng đá. Cô là một fan hâm mộ của FC Barcelona.

## Thống kê sự nghiệp

### Grand Slam
| VĐ | CK | BK | TK | V# | RR | Q# | A | NH |

#### Đơn
| Giải đấu     | 2015 | 2016 | 2017 | 2018 | 2019 | SR     | T–B   | %Thắng |
| ------------ | ---- | ---- | ---- | ---- | ---- | ------ | ----- | ------ |
| Úc Mở rộng   | A    | V3   | V1   | V2   | V1   | 0 / 4  | 3–4   | 43%    |
| Pháp Mở rộng | A    | V3   | V3   | TK   | V2   | 0 / 4  | 9–4   | 69%    |
| Wimbledon    | A    | V3   | V2   | TK   |      | 0 / 3  | 7–3   | 70%    |
| Mỹ Mở rộng   | V3   | V1   | V4   | V2   |      | 0 / 4  | 6–4   | 60%    |
| Thắng–Bại    | 2–1  | 6–4  | 6–4  | 10–4 | 0–1  | 0 / 15 | 25–15 | 63%    |

#### Đôi
| Giải đấu     | 2016 | 2017 | 2018 | SR    | T–B | %Thắng |
| ------------ | ---- | ---- | ---- | ----- | --- | ------ |
| Úc Mở rộng   | V2   | V1   | V1   | 0 / 3 | 1–3 | 25%    |
| Pháp Mở rộng | V1   | V2   | V1   | 0 / 3 | 1–3 | 25%    |
| Wimbledon    | V3   | A    | A    | 0 / 1 | 2–1 | 67%    |
| Mỹ Mở rộng   | V2   | V3   | A    | 0 / 2 | 3–2 | 60%    |
| Thắng–Bại    | 4–4  | 3–3  | 0–2  | 0 / 9 | 7–9 | 44%    |